# Melanotaenia ammeri
Melanotaenia ammeri är en fiskart som beskrevs av Allen, Unmack och Renny Hadiaty 2008. Melanotaenia ammeri ingår i släktet Melanotaenia och familjen Melanotaeniidae. Inga underarter finns listade i Catalogue of Life.